# تعددية إعلامية
تعرف التعددية الإعلامية بأنها حالة وجود عدد وافر من الأصوات والآراء والتحليلات على نظام الوسائط (التعددية الداخلية) أو التعايش بين أنواع مختلفة ومتنوعة من الوسائط ودعم الوسائط (التعددية الخارجية).

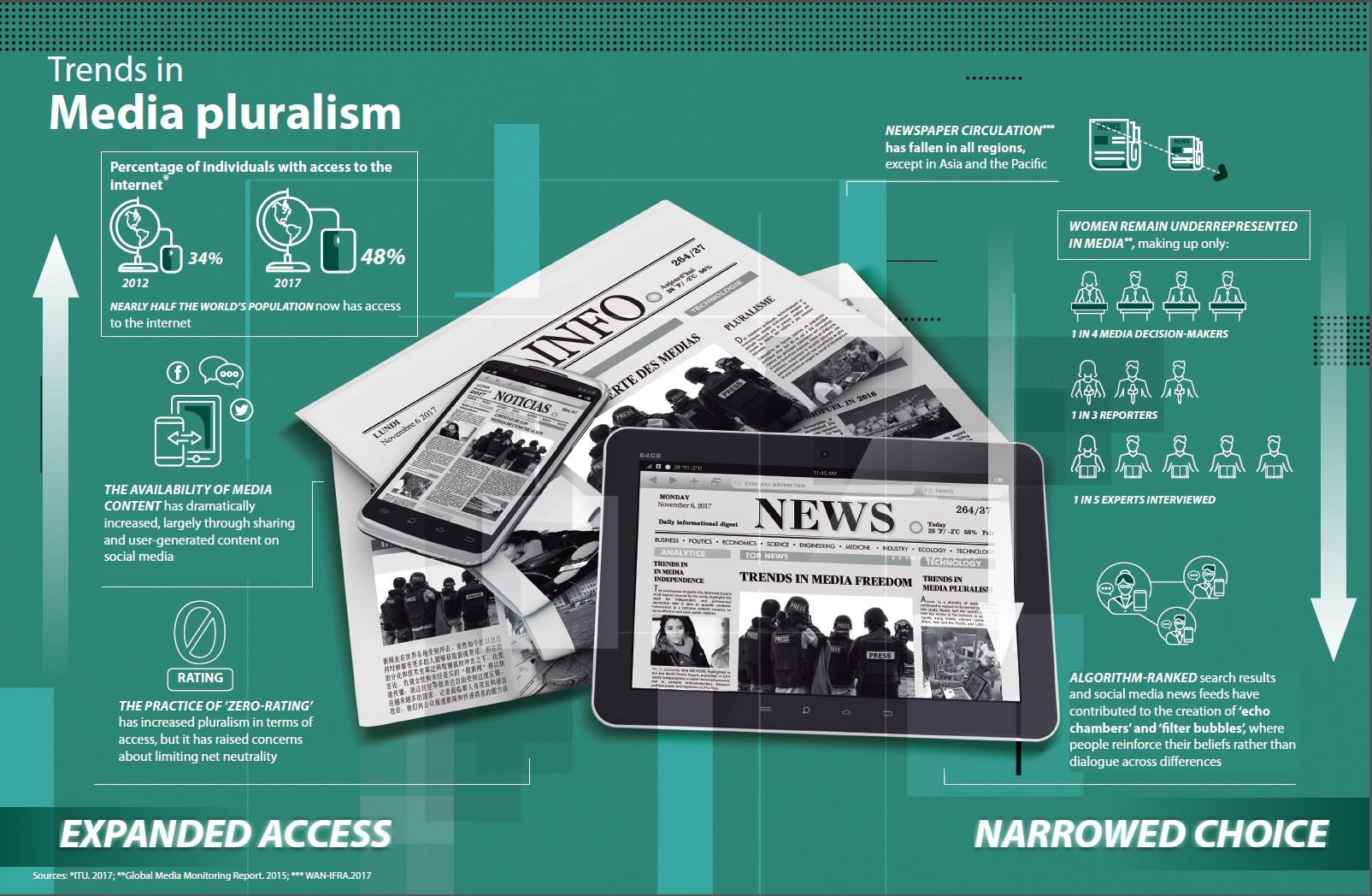
_{اتجاهات التعددية الإعلامية 2018، تقرير الاتجاهات العالمية لليونسكو.}

غالبًا ما تعترف المنظمات الدولية والمنظمات غير الحكومية بتعددية وسائل الإعلام باعتبارها جزءًا أساسيًا لوجود دولة ديمقراطية، وتعتبر منظمة مراسلون بلا حدود «أن الوصول إلى مجموعة من المناهج والتحليلات التحريرية ضرورية للمواطنين ليتمكنوا من مواجهة الأفكار لاتخاذ خياراتهم المستنيرة وإدارة حياتهم بحرية».
تمكن الوصول الموسّع إلى الإنترنت والتحول الرقمي من زيادة توفر المحتوى الإعلامي إلى حد كبير، من خلال مشاركة المحتوى الذي أنشأه المستخدمون على الوسائط الاجتماعية، بالإضافة إلى القنوات الرقمية التي يمكن للأفراد الوصول إليها عبر التلفاز والإذاعة. لكن تنوع المحتوى يصاحبه ما يسميه هالين ومانشيني "التعددية المستقطبة" في النظام الإعلامي، في مقارنة أنظمة الوسائط ‏.
وفقًا لتقرير (وورلد تريندز)، يظهر انقسام حاد في الطريقة التي نستخدم بها الأخبار وذلك بسبب التفاعل بين عادات الاستهلاك والنماذج الاقتصادية المتغيرة والأنظمة الفنية. هذا يدل على أنه حتى لو توفرت أنواع متعددة من المعلومات والبرمجة، فإن كل مجموعة مجزأة قد تستوعب فرعاً واحداً فقط من الكل، يُعتقد أن زيادة تغلغل الإنترنت والاعتماد على المصادر عبر الإنترنت للحصول على الأخبار تؤدي إلى إنتاج نقاشات غير مجدية.
وعلى مستوى البنية التحتية «التصنيف الصفري» - الذي يسمح فيه مزودو خدمة الإنترنت أو الهاتف ال محمول للمستخدمين بالوصول إلى محتوى أو تطبيقات محددة دون الاعتماد على «حد» بيانات المستخدم - يتسع بالتوازي مع استيعاب الأجهزة المحمولة، وخاصة في البلدان الناشئة.
لا تزال نماذج الأعمال التقليدية لوسائل الإعلام مشوشة؛ مما يؤدي إلى التركيز الرأسي والأفقي وإدخال أنواع جديدة من الملكية.
تقدم التحديات التي تواجه تمويل وسائل الإعلام أنواعًا جديدة من النماذج الاقتصادية مثل برامج الأجور ومبادرات التمويل الجماعي.
يعد النوع الاجتماعي جزءًا من التعددية الإعلامية كما يتَسم بنقص تمثيل المرأة في القوى العاملة الإعلامية وفي صنع القرار والمحتوى الإعلامي، بالإضافة إلى نقص ذوي الإعاقة في النظام الإعلامي.

## فهم التعددية الإعلامية
- تتضمن التعددية حساسية لمجموعة متنوعة من نماذج الملكية الاقتصادية وهيكل تقني للتسليم يتوفر فيه توزيع متعدد القنوات ومتعدد المنصات.
- غالبًا ما ترتبط التعددية مع الالتزامات القوية نيابة عن الحكومات بالخدمة العامة والإعلام الاجتماعي لتوفير التنوع.

يركز جاكوبويسز، قانوني فرنسي، على «الأحكام» أو «التوفَر» في المحتوى الإعلامي وتأثير المعلومات المتاحة على المجتمع. عادة ما تبحث تقييمات التعددية الإعلامية عن عدد وسائل الإعلام المتاحة، وإلى أي مدى تمثل وسائل الإعلام مجموعات واهتمامات مختلفة في المجتمع، ومن هو المؤثر على وسائل الإعلام.
إن سهولة الوصول إلى الوسائط الإعلامية عبر الإنترنت، وتزايد الممارسات الشائعة للمستخدمين لاستهلاك المعلومات عبر مجموعة متنوعة من المنصات، وصعود التصنيف الخوارزمي يبرز في صدارة الأسئلة حول المستخدمين وكيفية وصولهم أو منعهم من الوصول إلى مصادر متعددة.

## الوصول
يعد الوصول إلى المعلومات بصفته قدرة الفرد على البحث عن المعلومات وتلقيها ونقلها بفعالية، جانبًا من جوانب التعددية الإعلامية، ويمكن أن تشمل أو تسمح «بالمعارف العلمية والأصلية والتقليدية وحرية المعلومات وبناء موارد المعرفة المفتوحة بما في ذلك الإنترنت المفتوح والمعايير المفتوحة، والوصول إلى البيانات وتوافرها والحفاظ على التراث الرقمي واحترام التنوع الثقافي واللغوي مثل تعزيز الوصول إلى المحتوى المحلي بلغات يسهل الوصول إليها والتعليم الجيد للجميع، بما في ذلك التعلم مدى الحياة والتعليم الإلكتروني؛ ونشر وسائل الإعلام الجديدة ومحو أمية المعلومات والمهارات، والاندماج الاجتماعي على الإنترنت، بما في ذلك معالجة أوجه عدم المساواة القائمة على المهارات والتعليم والجنس والعمر والعرق والانتماء وإمكانية وصول الأشخاص ذوي الإعاقة بالإضافة لتطوير الاتصال وتكنولوجيا المعلومات والاتصالات بأسعار معقولة، بما في ذلك البنية التحتية للهاتف المحمول والإنترنت والنطاق العريض».
يعرّف -مايكل بوكلند- ستة أنواع من الحواجز التي يجب التغلب عليها من أجل الوصول إلى المعلومات: تحديد المصدر، وتوافر المصدر، وسعر المستخدم، والتكلفة إلى الموفر، والوصول المعرفي، والقبول.
في حين أن «الوصول إلى المعلومات» و «الحق في المعلومات»، و «الحق في المعرفة»، و «حرية المعلومات» تُستخدم أحيانًا كمرادفات، فإن المصطلحات المتنوعة تبرز أبعادًا معينة وإن كانت مرتبطة بالموضوع.

النسبة المئوية للأفراد الذين يستخدمون الإنترنت 2012-2017

### الإنترنتوالجوال
وفقًا لتقرير الاتجاهات العالمية، زاد الوصول إلى جميع أنواع وسائل الإعلام بين عامي 2012 و 2017، ولكن هذا بالنسبة للوصول للإنترنت بشكل خاص. وتشهد على ذلك الالتزامات الدولية مثل خطة الأمم المتحدة 2030 للتنمية المستدامة، وعمل لجنة النطاق العريض للتنمية المستدامة والعمل بين الدورات لمنتدى حوكمة الإنترنت حول «الوصول للمليار التالي».
وفقًا للاتحاد الدولي للاتصالات (ITU)، بحلول نهاية عام 2017، يقدر أن 48% من الأفراد يتصلون بانتظام بالإنترنت، ممثلاً ارتفاعاً من 34 في المائة في عام 2012، وعلى الرغم من الزيادة الكبيرة في الأعداد المطلقة، فقد تباطأ معدل النمو السنوي لمستخدمي الإنترنت في نفس الفترة، حيث بلغ معدل النمو السنوي 5 في المائة في عام 2017، حيث انخفض من معدل نمو بلغ 10 في المائة في عام 2012.

#### القيود

عدد اشتراكات الهواتف المحمولة 2012-2016

اتصال الإنترنت عبر الهاتف المحمول له تأثير في توسيع نطاق الوصول، حيث ارتفع عدد الاشتراكات الخلوية المتنقلة من 3.89 مليار في عام 2012 إلى 4.83 مليار في عام 2016، ممثلاً ثلثي سكان العالم، وأكثر من نصف الاشتراكات رُصدت في آسيا والمحيط الهادئ. من المتوقع أن يرتفع عدد الاشتراكات إلى 5.69 مليار مستخدم في عام 2020.
اعتبارًا من عام 2016، كان ما يقارب الـ 60 في المائة من سكان العالم يتمتعون بشبكة 4G الخلوية ذات النطاق العريض، ممثلاً ارتفاعاً عن حوالي 50 في المائة في عام 2015 و 11 في المائة في عام 2012. على عكس شبكة الإنترنت المفتوحة التي تتيح استكشافات تتجاوز نطاق اهتمامات المستخدم المباشرة، تتمتع شبكة الإنترنت النقالة بتفردها في إنشاء مساحات معلومات معزولة تهيئ مستخدمي الهواتف المحمولة للوصول إلى جزء محدود فقط من المعلومات المتاحة. تعد الرقابة والمراقبة أيضًا من عوامل التعددية الإعلامية لأنها تسبب تجارب مختلفة للمستخدمين الذين يتصلون بالإنترنت في دول مختلفة.

#### التصنيف الصفري
تتزامن الحدود التي يواجهها المستخدمون عند الحصول على المعلومات عبر تطبيقات الهاتف المحمول مع عمليةٍ واسعة النطاق لتجزئة الإنترنت. إن التصنيف الصفري، وهو ممارسة مزودي الإنترنت الذين يسمحون للمستخدمين بالاتصال المجاني للوصول إلى محتوى معين أو تطبيقات مجانية، قد أتاح بعض الفرص للأفراد للتغلب على العقبات الاقتصادية، لكن اتهمهم منتقدوها أيضًا بإنشاء إنترنت «ذي مستويين».
لمعالجة القضايا ذات التصنيف الصفري، ظهر نموذج بديل في مفهوم «التصنيف المتساوي» ويتم اختباره في تجارب أجرتها موزيلا وأورنج في إفريقيا. يمنع التصنيف المتساوي تحديد الأولويات لنوع واحد من المحتوى والنسبة الصفرية لكل المحتوى حتى حد بيانات محدد. كان لدى بعض بلدان المنطقة مجموعة من الخطط للاختيار من بينها (عبر جميع مشغلي شبكات الهاتف المحمول)، بينما قدمت بلدان أخرى مثل كولومبيا ما يصل إلى 30 خطة مدفوعة مسبقًا و 34 خطة مدفوعة مقدمًا.
وجدت دراسة أجرتها -مبادرة التحالف- من أجل إنترنت بأسعار معقولة (A4AI)- لثمانية بلدان في العالم الجنوبي، أن خطط البيانات ذات التصنيف الصفري موجودة في كل بلد، على الرغم من وجود مجموعة كبيرة من الترددات التي يتم تقديمها واستخدامها بالفعل في كل دولة. عبر 181 خطة تم فحصها كانت 13 في المائة منهم تقدم خدمات ذات تصنيف صفري، ووجدت دراسة أخرى شملت غانا وكينيا ونيجيريا وجنوب إفريقيا أن أساسيات الفيسبوك المجانية وويكيبيديا زيرو هما المحتوى الأكثر شيوعًا في التصنيف الصفري.

المصدر الرئيسي للأخبار حسب العمر

### وسائل الإعلام السمعية البصرية
في أوروبا الغربية وأمريكا الشمالية، ينافس الإنترنت أولوية التلفزيون كمصدر رئيسي للمعلومات، بينما في مناطق أخرى مثل إفريقيا، يكتسب التلفزيون نصيبًا أكبر من الجمهور مقارنةً بالراديو الذي كان يعد من أكثر الوسائل انتشاراً في التاريخ للوصل إلى منصات وسائل الإعلام. في المنطقة العربية، ساهمت المصالح الجيوسياسية في الانتشار المتزايد لمذيعي الأخبار العالمية المملوكة للدولة وحددت إطلاق قنوات باللغة العربية.

#### توجهات الأجيال
يلعب السن دورًا كبيرًا في تحديد التوازن بين الراديو والتلفزيون والإنترنت كمصدر رئيسي للأخبار. وفقًا لتقرير معهد رويترز للأخبار الرقمية لعام 2017، في 36 دولة وإقليمًا شملهم الاستطلاع، يعتبر 51% من البالغين -من العمر 55 عامًا فما فوق- التلفزيون مصدر الأخبار الرئيسي لديهم، مقارنة بـ 24% فقط من المجيبين بين 18 و 24 عام. وعلى العكس عندما يتعلق الأمر بالإعلام الرقمي، حيث تم اختياره من قِبل 64% من المستخدمين الذين تتراوح أعمارهم بين 18 و 24 عامًا كمصدر رئيسي للأخبار، ولكن بنسبة 28% فقط من المستخدمين من سن 55 وما فوق. وفقًا لمسح -الشباب العربي،-في عام 2016، اعتبر 45% من الشباب الذين تمت مقابلتهم أن وسائل التواصل الاجتماعي مصدر رئيسي للأخبار.

#### استراتيجيات التوسع
- واصل البث التليفزيوني الفضائي إضافة بدائل عالمية أو محلية لخيارات المشاهدة الوطنية للعديد من الجماهير. استخدم مزودو الأخبار العالميون، مثل بي بي سي، والجزيرة، ووكالة فرانس برس، وآر تي (المعروف سابقًا باسم روسيا اليوم)، و وكالة إفي الناطقة بالإسبانية، شبكة الإنترنت والتلفزيون للوصول إلى الجماهير عبر الحدود بشكل أفضل، كما أضافوا عمليات بث متخصصة لاستهداف جماهير أجنبية محددة.[5]
- أنها تعكس وجهة نظر أكثر توجهاً نحو الخارج، فغيرت شبكة تشاينا جلوبال تي في -تلفزيون الصين المركزي- أسمها من CCTV-NEWS في يناير 2017، وهي مجموعة متعددة اللغات ومتعددة القنوات يملكها ويديرها تشاينا سنترال تي في.[5]
- بعد سنوات من انخفاض الميزانية وتقلص العمليات العالمية، أعلنت بي بي سي في عام 2016 عن إطلاق 12 خدمة لغوية جديدة بـ(لغة عفان أورومو والأمهرية والكجراتية والإغجبو والكورية والمراثية وبجين والبنجابية والتيلوغوية والتغرينية واليوربية) ممثلة أكبر توسع لها منذ 1940م.[17]
- كما يعرف التوسع في الوصول إلى المحتوى «التغييرات في أنماط الاستخدام مع العرض غير الخطي»، حيث أصبح البث عبر الإنترنت مكونًا مهمًا في تجربة المستخدمين، فمنذ توسيع خدماتها العالمية إلى 130 دولة جديدة في يناير 2016، شهدت -نيتفليكس- زيادة كبيرة في عدد المشتركين، حيث تجاوزت الـ100 مليون مشترك في الربع الثاني من عام 2017، بزيادة من 40 مليون مشترك في عام 2012. كما أصبح الجمهور أكثر تنوعًا، فبنسبة 47 في المائة من المستخدمين مقيمون خارج الولايات المتحدة، وذلك من حين أن بدأت الشركة في عام 1997.

### صناعة الصحف
لقد تحدت الإنترنت الصحافة كمصدر بديل للمعلومات والآراء، لكنها وفرت أيضًا منصة جديدة للمؤسسات الصحفية للوصول إلى جماهير جديدة.
بين عامي 2012 و2016، استمر تداول الصحف المطبوعة في جميع المناطق تقريبًا، باستثناء آسيا والمحيط الهادئ، حيث عوضت الزيادة الهائلة في المبيعات في عدد قليل من البلدان المختارة انخفاضًا في الأسواق الآسيوية القوية تاريخياً مثل اليابان وجمهورية كوريا. وبين عامي 2012 و2016، زادت عدد المطبوعات في الهند بنسبة 89%.
نظرًا لأن العديد من الصحف تحولت إلى منصات على الإنترنت، فإن إيرادات الاشتراكات الرقمية والإعلانات الرقمية تنمو بشكل كبير؛ ولذلك تمثل كيفية الحصول على المزيد من هذا النمو تحدياً ملحاً للصحف.

#### قضايا الإعلان
تتأثر الوسائط الإعلامية المطبوعة بتغير اتجاهات الإعلانات، ففي عام 2012 انخفضت حصصها من إيرادات الأخبار العالمية إلى أقل من 50% واستمرت بالانخفاض إلى 38% في عام 2016. انتقال الصحف إلى المنصات الإلكترونية أدى إلى زيادة حجم الإيرادات من الاشتراكات الرقمية والإعلان الرقمي، وفقًا -لسيسيليا كامبل- التحدي الرئيسي الذي يواجه الصحف هو كيفية الحصول على المزيد من الاشتراكات الرقمية ونمو الإعلانات.

## النماذج الاقتصادية
يتم بناء أنظمة الإعلام من مجموعة متنوعة من النماذج الاقتصادية بما في ذلك مزيج من اقتصاد السوق والخدمة العامة والمجتمع وكيانات الدولة. تعد تعددية مالكي وسائل الإعلام والنماذج الاقتصادية عنصرا أساسيا في التعددية الخارجية التي تضمنها المنافسة في السوق. يمكن للخدمة العامة غير الربحية ووسائل الإعلام المجتمعية أن تساعد في تحقيق التعددية الداخلية من خلال دمج التنوع الاجتماعي والثقافي في المحتوى المُنتج. يمكن أن تكون وسائل الإعلام المجتمعية المعتمدة بشكل خاص على المتطوعين مصدرًا فريدًا للحوار المحلي وتبادل المعلومات [الإنجليزية]. وقد أدى افتقار وسائل الإعلام التقليدية التكيف والاستراتيجيات الاقتصادية الفعالة إلى انتشار وسائل الإعلام الخاصة، وهذا ينطوي على تنويع الصحف ولكنه قد يؤثر أيضًا على جودة الصحافة واستقلالية وسائل الإعلام، لا سيما مع المساهمات المالية من «الداعمين».

### التعددية في ملكية وسائل الإعلام

#### وسائل الإعلام المملوكة للدولة
في عام 2012 أحصى اتحاد إذاعات الدول العربية (ASBU) 1230 محطة تلفزيونية تبث عبر الأقمار الصناعية العربية والدولية، منها 133 محطة تلفزيونية مملوكة للدولة و1097 محطة تلفزيونية خاصة. يتوازى الحد من القنوات المملوكة للحكومة في قطاع الإعلام مع نمو المنافذ مع أجندة طائفية. غالبًا ما تحتفظ وسائل الإعلام الخاصة في بعض البلدان بعلاقات وثيقة مع الحكومات أو السياسيين الأفراد، بينما تكافح في كثير من الأحيان دور وسائل الإعلام المملوكة لأفراد غير متحيزين سياسيًا للبقاء على قيد الحياة أمام مقاطعة الإعلانات من قبل وكالات الدولة. وفقًا للاتحاد الإذاعي الأوروبي (EBU)، يميل بث الخدمة العامة إلى العيش في حالة من الصراع مع التمويل والانخفاض منذ عام 2012.

#### التحرير الخاضع للرقابة
وفقًا لتقرير الاتجاهات العالمية، تعد خصخصة وسائل الإعلام وتقليل هيمنة الدولة على محتوى الوسائط اتجاهًا عالميًا.
- يعد إنشاء نماذج مربحة من الصحف المملوكة للدولة ومستقلة نسبياً جزءًا من عملية رفع القيود وهي ممارسة شائعة في منطقة آسيا والمحيط الهادئ.
- الصحف المملوكة للدولة هي الأكثر مبيعا في أفريقيا والمنطقة العربية ولكن غالبا ما تفتقر إلى ابراز التعددية في المجتمع.
- يوجد التكامل الرأسي والتركيز في الأسواق الناضجة [الإنجليزية] في أوروبا الوسطى والشرقية، لكنهما يميلان إلى افتقار الشفافية في الملكية والضمانات المؤسسية فيما يتعلق بالتعددية مثل (مراقبة التركيز والتدخل التنظيمي).
- تم تحديد حدود التركيز بشكل واضح في أوروبا الغربية لكنهم يواجهون ممارسة الضغط من ممثلي وسائل الإعلام القادرين على تخفيف المعايير وتطبيق القانون.[5]

#### أنواع جديدة من الملكية المشتركة
الملكية المشتركة هي طريقة لتعزيز العلاقات التجارية عن طريق امتلاك أسهم في الشركات التي تتعامل معها شركة معينة؛ فيمثل تحديد الخط الفاصل بين وسائل الإعلام والصناعات الأخرى تحديًا لأنواع جديدة من الملكية المشتركة. أثار الاستحواذ على صحيفة واشنطن بوست من قبل مؤسس متاجر التجزئة على الإنترنت (أمازون) مخاوف بشأن استقلاليتها، لكن ارتفعت مكانة الصحيفة بشكل كبير في وسائل الإعلام المطبوعة والرقمية، وأدخلت ابتكارات مهمة.

#### نموذج ملكية الوسائط المتمحورة حول المجتمع
تتعلق ملكية وسائل الإعلام التي تركز على المجتمع على الراديو وهي أكثر شيوعًا في المناطق المنعزلة أو الريفية أو المحرومة. من خلال هذا النموذج، تُشغل منافذ الوسائط غير الهادفة للربح وإدارتها بواسطة المجتمعات. كما أنها تتميز بأنها «مستقلة وتحكمها المجتمعات التي تخدمها وفي خدمتها» وتمثل ما تسميه اليونسكو «الركن الثالث» لوسائل الإعلام مع الإذاعات التجارية والعامة.

### الإعلان، بين النماذج القديمة والجديدة

إيرادات الإعلانات على الإنترنت 2012-2016

أحد التحديات التي تواجه الإعلام التقليدي هو الإعلان الذي تطور منذ عام 2010. بين عامي 2012-2016 ووفقًا لتقرير اليونسكو حول الاتجاهات العالمية في حرية التعبير وتطوير الإعلام انخفضت إيرادات الإعلانات المطبوعة بنسبة 27% في عام 2012 وحده، وبلغت حصة الإعلانات المطبوعة من إجمالي إيرادات إعلانات الأخبار 48%، وانخفضت إلى 38% بحلول عام 2016. نما تداول الإصدارات الرقمية من الصحف التقليدية والإعلانات الرقمية بشكل كبير، ولكن لم يكن كافياً لتعويض الخسائر في الطباعة، فبمجرد انتهاء مرحلة الانتقال من الوسائط القديمة إلى الوسائط الرقمية أصبحت إيرادات الإعلانات الرقمية تميل إلى الارتفاع؛ دفعت هذه الظاهرة المعلنين إلى دفع أسعار متميزة للمنشورات عالية الجودة.
يرى تاول هاربر أنه مع ظهور البيانات الضخمة، فقد الإعلام «دعم الاعلاني» للمحتوى الصحفي، والذي من خلاله يتم دفع الإعلانات «الخاصة» مقابل «الصحافة العامة». تضع تحليلات البيانات الضخمة إعلاناتها أمام مستهلكي الوسائط الأفراد بغض النظر عن المحتوى المحدد الذي يستهلكونه، ويشمل ذلك الإعلان السياسي الذي يعمل في بعض الأحيان على تجاوز أهمية الأخبار في السياقات الانتخابية.

#### منصات جديدة ونماذج الأعمال
تستخدم جريدة نيويورك تايمز في الولايات المتحدة أو جريدة الميل والغارديان ‏ في جنوب أفريقيا امتدادات أو أشكال مختلفة من البرامج الحالية مثل باي وولز التي تم إنشاؤها بواسطة المنشورات التي تعتبر ذات جودة عالية بشكل خاص أو معالجة مكانة معينة.
تستخدم الغارديان إستراتيجية ويكيبيديا المستعارة المتمثلة في طلب تبرعات من القراء بشكل متكرر لدعم الصحافة الجيدة أو المحتوى المجاني.
زادت عدد مشاريع الصحافة الممولة جماعيًا بشكل كبير في مختلف القطاعات، بينما في عام 2012 تلقى 88 مشروعًا تمويلًا من خلال هذه المنصة. في عام 2015 ارتفع عدد المشاريع إلى 173 مشروعًا منتشرة في 60 دولة (حتى لو استمرت أمريكا الشمالية في تسجيل غالبية المشاريع الممولة). نمت الأموال التي تم جمعها من 1.1 مليون دولار في عام 2012 إلى 1.9 مليون دولار في عام 2015.

حصة إيرادات الإعلانات عبر الإنترنت حسب النظام الأساسي 2012-2016

تعتمد النماذج الاقتصادية على إعادة هيكلة أكبر للسوق، بينما كانت إيرادات الإعلانات من الهواتف المحمولة في عام 2012 تمثل جزءًا صغيرًا من السوق في الولايات المتحدة، ففي عام 2016 تجاوزت عائدات الإعلانات من الهواتف المحمولة جميع المنصات الأخرى.
كما بدأت الجهات الفاعلة في وسائل الإعلام في اختبار أشكال وتقنيات جديدة للصحافة، حيث جربت كيف يمكن للواقع الافتراضي أو الألعاب أن تسهل التجارب الافتراضية للأحداث البعيدة نسبياً. في عام 2015 على سبيل المثال، افتتحت صحيفة نيويورك تايمز مختبر الواقع الافتراضي الخاص بها، والتي تسعى إلى تقديم وجهات نظر أصلية حول قضايا تتراوح من الحرب في العراق إلى النزاع في جنوب السودان إلى ترقق الغطاء الجليدي في أنتاركتيكا. أثبت تطبيق الواقع الافتراضي أنه الأكثر تنزيلًا في تاريخ التطبيقات التفاعلية التي أطلقتها الصحيفة. كما طُورت ألعاب فيديو لرفع نسبة الوعي مثل الألعاب التي تهدف للتغيير الاجتماعي، والتي تشمل الطلاب.

## المحتوى
وفقًا لشركة سيسكو في عام 2016 تم نقل ما متوسطه 96000 بيتابايت شهريًا عبر الإنترنت، أي أكثر من ضعف ما كان عليه في عام 2012. في عام 2016، تجاوز عدد المواقع النشطة مليار مشكلاً ارتفاع من حوالي 700 مليون في عام 2012.

### محتوى مولّد من المستخدمين
بلغ عدد المستخدمين النشطين يوميًا في يونيو 2017 نحو ملياري مستخدم، وبرز موقع فيسبوك باعتباره منصة التواصل الاجتماعي الأكثر شعبية على مستوى العالم. تهيمن أيضًا منصات الوسائط الاجتماعية الأخرى على المستوى الإقليمي مثل: تويتر في اليابات ونافير في كوريا الجنوبية والإنستغرام (مملوكة بواسطة فيسبوك) ولينكد إن (مملوكة لشركة مايكروسوفت) في إفريقيا، وفكونتاكتي (VK) وأدناكلاسنيكي في روسيا وبلدان أخرى في أوروبا الوسطى والشرقية، وي تشات وكيو كيو في الصين.
ومع ذلك، تحدث ظاهرة تركيز على مستوى العالم تعطي السيطرة على عدد قليل من المنصات عبر الإنترنت التي أصبحت شائعة بالنسبة لبعض الميزات الفريدة التي توفرها، وهي الأكثر شيوعًا بسبب الخصوصية المضافة التي توفرها للمستخدمين من خلال الرسائل المخفية أو التشفير من البداية إلى النهاية (مثل واتساب وسناب شات وسيجنال وتيليجرام) لكنهم يميلون إلى شغل المنافذ وتسهيل تبادل المعلومات التي لا تزال غير مرئية إلى حد كبير من الجماهير.
زاد إنتاج المعلومات التي يمكن الوصول إليها بحرية منذ عام 2012. في يناير 2017، كان لدى ويكيبيديا أكثر من 43 مليون مقالة، أي ما يقرب من ضعف عدد المقالات في يناير 2012. وهذا يتوافق مع التنويع التدريجي للمحتوى وزيادة المساهمات بلغات أخرى غير الإنجليزية. في عام 2017 كان أقل من 12 في المائة من محتوى ويكيبيديا باللغة الإنجليزية، انخفاضًا من 18 في المائة في عام 2012. يقول جراهام، وستراومان، وهوغان أن الزيادة في توافر وتنوع المحتوى لم تغير بشكل جذري الهياكل والعمليات لإنتاج المعرفة. على سبيل المثال، في حين زاد المحتوى في إفريقيا بشكل كبير، فإن جزءًا كبيرًا من هذا المحتوى استمر انتاجه من قبل المساهمين العاملين من أمريكا الشمالية وأوروبا بدلاً من إفريقيا نفسها.

### الخوارزميات وغرف الصدى والاستقطاب
يمثل انتشار المصادر على الإنترنت متجهًا يؤدي إلى زيادة التعددية، لكن الخوارزميات التي تستخدمها منصات الشبكات الاجتماعية ومحركات البحث لتزويد المستخدمين بتجربة مخصصة بناءً على تفضيلاتهم الفردية تمثل تحديًا للتعددية، وتقييد التعرض لوجهات النظر المختلفة وتغذية الأخبار، يشار إلى هذا عادة باسم «الغرف الصدى» و «فقاعات الترشيح».
مساعدة الخوارزميات، تؤثر فقاعات الترشيح على اختيارات المستخدمين وتصورهم للواقع من خلال إعطاء الانطباع على وجهة نظر أو تمثيل معين يتم مشاركته على نطاق واسع. بعد استفتاء عام 2016 في المملكة المتحدة لعضوية الاتحاد الأوروبي والانتخابات الرئاسية في الولايات المتحدة؛ زاد هذا الاهتمام نظرًا لأن العديد من الأفراد اعترفوا بالدهشة للنتائج التي بدت بعيدة جدًا عن توقعاتهم. يتأثر مدى التعددية بالتخصيص الشخصي للخدمات والطريقة المحدودة الاختيارات.
تشير الأبحاث التي أجريت على غرف الصدى من فليكسمان وجول وراو ووباريسر وغرومبين إلى أن استخدام وسائل التواصل الاجتماعي ومحركات البحث يميل إلى زيادة المسافة الإيديولوجية بين الأفراد.
وقد أوضحت المقارنات بين الاتصال على الإنترنت والعكس أن عدم الاتصال على الإنترنت ‏ يميل إلى أن يجعل الفرد أعلى في التفاعلات المباشرة مع الجيران أو زملاء العمل أو أفراد الأسرة، وقد بينت اراء الأبحاث الحالية كيف أن الأدلة التجريبية المتاحة تدعم الآراء الأكثر سلبية حول الاستقطاب. على سبيل المثال، أشارت دراسة أجراها باحثون من فيسبوك وجامعة ميشيغان إلى أن اختيارات الأفراد الخاصة تدفع التصفية الخوارزمية، مما يحد من التعرض لمجموعة واسعة من المحتوى.
```
في حين أن الخوارزميات قد لا تسبب الاستقطاب، فإنها يمكن أن تعمل على تضخيمه، وهو ما يمثل عنصرا هاما في مشهد المعلومات الجديد.
[
40
]
```

### الاخبار المزيفة

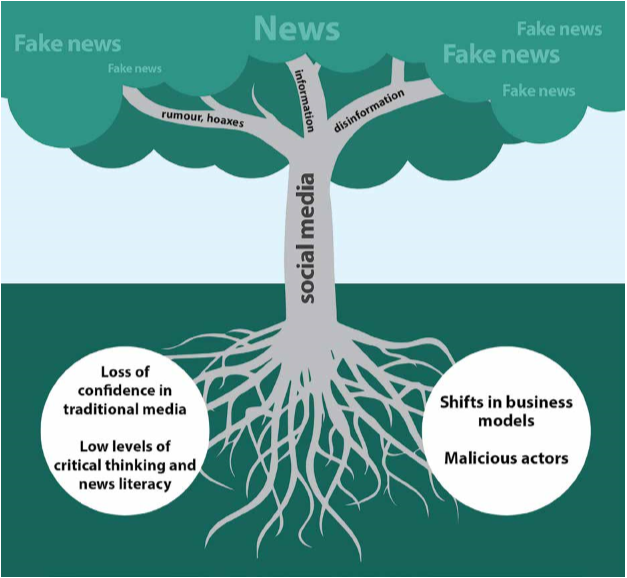
جذور "الأخبار المزيفة"، تقرير الاتجاهات العالمية لليونسكو

اكتسب مصطلح «الأخبار المزيفة» أهمية مع السياق الانتخابي في أوروبا الغربية وأمريكا الشمالية، يتم تحديده بواسطة محتوى احتيالي في تنسيق وسرعة الأخبار. وفقًا لبونيغرو وغراي وفنتوريني وموري، فإن الأخبار المزيفة هي عندما يتم التقاط كذبة متعمدة «من قبل عشرات المدونات الأخرى، وإعادة إرسالها من قبل مئات المواقع الإلكترونية، ونشرها عبر آلاف حسابات التواصل الاجتماعي وقراءتها بمئات الآلاف» بعد ذلك تصبح بشكل فعال «أخباراً وهمية».
تشجع الطبيعة المتطورة لنماذج الأعمال التجارية عبر الإنترنت إنتاج معلومات «تستحق التصفح» بشكل مستقل عن دقتها.
تعتمد طبيعة الثقة على الافتراضات بأن أشكال التواصل غير المؤسسية أكثر تحرراً من السلطة وأكثر قدرة على الإبلاغ عن المعلومات التي يُنظر فيها إلى وسائل الإعلام الرئيسية على أنها غير قادرة أو غير راغبة في الكشف عنها. إن انخفاض الثقة في الكثير من وسائل الإعلام التقليدية ومعرفة الخبراء قد خلقت أسبابًا خصبة لمصادر معلومات بديلة وغالبًا ما تظهر كمصداقية موثوقة، هذا في النهاية يترك المستخدمين في حيرة من أمرهم بشأن الحقائق الأساسية.
تميل شركات الإنترنت ذات المصداقية المهددة إلى تطوير استجابات جديدة للحد من الأخبار المزيفة وتقليل الحوافز المالية لانتشارها.

### المجموعات المهمشة
تميل التغطية الإعلامية للمجموعات المهمشة مثل اللاجئين إلى التصورات السياسية والاجتماعية والتأثير عليها، في حين أن نسبة كبيرة من الصحافة الأوروبية قد أوضحت في البداية استجابة شفقة وعطف مع الأزمة الإنسانية الناجمة عن الصراع في سوريا، وفقا لجورجيو وزابوروفسكي، استبدل هذا الشعور تدريجيا بالشك، وفي بعض حالات العداء تجاه اللاجئين والمهاجرين. تميل كل من الصحف ذات النوعية الجيدة والصحافة الشعبية إلى استخدام روايات نمطية راسخة للتهديدات الأمنية والتكاليف الاقتصادية. يعتبر غابور وميسينغ أن جزءًا من الصحافة خاصة في أوروبا الوسطى والشرقية، تحولت إلى عداء منتظم ضد المهاجرين واللاجئين.

### اللاعبون الجدد
تستمر آليات حراسة البوابات الاعلامية في التأثير، ليس فقط على ما يتم توصيله، ولكن أيضًا على من يُمنح الفرصة لتأطير الأحداث. لقد زادت أصوات المواطنين بالفعل في القصص الجديدة، فالأفراد المشمولين في هذه القصص يميلون إلى معاملتهم لا بوصفهم عملاء قادرين على تأكيد وجهات نظرهم في العالم وتفسيرهم للأحداث، ولكن بوصفهم فوكس بول ‏، ووظيفتهم هي إضافة اللون إلى سرد. يعتبر هارلو وجونسون أنه في حالة الاحتجاجات أو المظاهرات أو النزاعات، تميل المؤسسات والنخب القائمة إلى الانتشار كمصادر إخبارية. على الرغم من أن عمليات الوسائط الجديدة والجهات الفاعلة كان لها تأثير أقل على التقارير السائدة، فقد كان لها دور فعال في تنشيط المساحات الوسيطة، والتي تجمع المحتوى بطرق يمكن أن تصل إلى جمهور أوسع.
مع انتقال المستخدمين بشكل متزايد من البث إلى الوسائل الإعلامية عبر الإنترنت للوصول إلى المعلومات، تميل المؤسسات الإعلامية الكبيرة إلى هيمنة المساحات على الإنترنت، حتى إذا تمت تصفيتها والتوسط في كثير من تواجدها على وسائل التواصل الاجتماعي، بعد عقد من الزمان، تظل غالبية المواقع الإخبارية هي الأعلى زيارة ومشاهدة أكثر من غيرها من وسائل الإعلام التقليدية (سي إن إن، نيويورك تايمز، الجارديان، واشنطن بوست، بي بي سي)، على الرغم من ظهور مواقع تجميع الأخبار مثل رديت وجوجل نيوز ضمن أفضل خمسة مواقع ذات أعلى نسبة تصفح على الشبكة.

### الوعي الإعلامي والمعلوماتي
يرى المؤلفون فراو ميجز، فيليز، وميشال (2017) وفراو ميجز وتورينت (2009) أن التنوع في وسائل الإعلام يمكن تعزيزه أيضًا من خلال الوعي الإعلامي والمعلوماتي (MIL).
مبرهنين بأنه يمكن أن يكون مفيدًا في فهم عواقب الخوارزميات على طرق الانتشار. توجد العديد من أنواع MIL مثل الوعي المعلوماتي، الوعي الاعلامي، الوعي في الاخبار، الوعي في الإعلان، الوعي الرقمي، والتعليم الاعلامي، والوعي الرقمي والإعلامي. كما يوجد بالفعل بعض المبادرات في هذا المجال مثل:
- أطلقت اليونسكو في عام 2013 التحالف العالمي للشراكات في مجال الإعلام والوعي المعلوماتي [الإنجليزية] (GAPMIL)، كجهد لتعزيز التعاون الدولي لضمان وصول جميع المواطنين إلى وسائل الإعلام والمعلومات المؤهلة.[56]
- يركز الكتاب السنوي الأخير -للمركز الدولي لتبادل المعلومات حول الأطفال والشباب والإعلام- على اتجاهات وفرص MIL في المنطقة العربية.
- كما بُذلت جهود لدمج مبادرات ومتطلبات التثقيف الإعلامي والمعلوماتي في التشريعات في بلدان مثل صربيا،[57] فنلندا،[58] المغرب،[59] الفلبين،[60] الأرجنتين، أستراليا[61] وعدة ولايات في الولايات المتحدة [62][63] أقرت قوانين تتناول الوعي الإعلامي والمعلوماتي.[64]
- تنتشر مبادرات التعليم عبر الإنترنت مما يعكس نمو المساق الهائل المفتوح عبر الإنترنت (MOOCs) أو الدورات التدريبية الضخمة عبر الإنترنت، هذه الدورات التدريبية المتوفرة على منصات مثل كورسيرا وايديكس، وكذلك من قبل مذيعي الخدمة العامة، تستهدف الطلاب كذلك المعلمين ومستخدمين وسائل الاعلام.
- كان هناك أيضًا اعداد متزايدة من المبادرات التي أطلقتها شركات الإنترنت لمكافحة التنمر عبر الإنترنت أو انتشار «الأخبار المزيفة»، والتي تستند إلى حد كبير على مدخلات المستخدمين ودعمهم في الإبلاغ عن المحتوى الذي لا يتوافق مع شروط خدمة [الإنجليزية] النظام الأساسي.[65][66]

## المساواة بين الجنسين

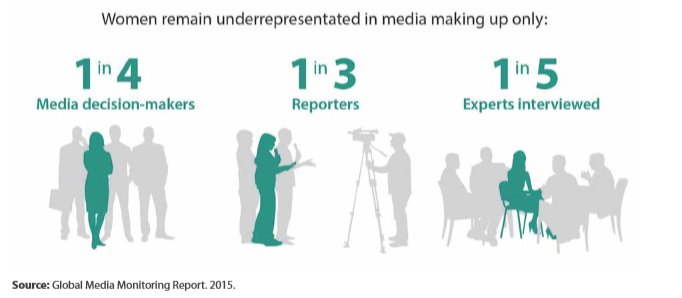
نساء غير مرئيات؟ المساواة بين الجنسين في المحتوى الإعلامي وصنع القرار والقوى العاملة في مجال الإعلام

يستخدم كلاً من توشمان ودانيلز وبينوا (1978) مصطلح إبادة رمزية [الإنجليزية] (يرجع الفضل لـ جورج جربنر) لوصف علاقة المرأة مع وسائل الإعلام وظهورها فيها. ووفقًا لمشروع مراقبة وسائل الإعلام العالمية، زادت نسبة ظهور المرأة في الصحف والتلفزيون والإذاعة بنسبة سبع نقاط مئوية فقط بين عام 1995 (17%) و 2015 (24%).
تعترف المنظمات الإقليمية والدولية أيضًا بأن التعددية في النوع الاجتماعي والإعلامي تشكل مشكلة في كثير من الأحيان:
- في عام 2010، طورت اليونسكو مجموعة شاملة من المؤشرات الإعلامية التي تراعي الفوارق بين الجنسين، وتهدف إلى تشجيع المؤسسات الإعلامية على تقييم معاييرها نحو المساواة.[5]

- في عام 2013، اعتمد مجلس البرلمان الأوروبي التوصية المقدمة من المعهد الأوروبي للمساواة بين الجنسين، وهو أن صناعة الإعلام يجب أن تعتمد وتنفذ مؤشرات المساواة بين الجنسين المتعلقة بالمرأة في صنع القرار، وسياسات المساواة بين الجنسين والمرأة في المجالس.[5]

- في عام 2016، أطلقت الأمم المتحدة للمرأة شراكة جديدة مع المؤسسات الإعلامية الكبرى للفت انتباه القضاء على جميع أشكال عدم المساواة والعمل على ذلك. تشمل هذه الشراكة-تصعيد الأمر من اجل المساواة بين الجنسين-على تحالف من وسائل الإعلام من جميع أنحاء العالم.[5]

### القوى العاملة الإعلامية
وفقًا لبييرلي، يتخرج عدد كبير من النساء ومثله من الرجال في عدد من البلدان من برامج الإعلام والصحافة وتخصص الاتصالات والالتحاق بالصناعة. في عام 1995، عندما تم إنتاج أول تحليل جوهري للعاملين في مجال الإعلام في 43 دولة، شكلت النساء حوالي 40% من القوى العاملة الإعلامية. وجد تقرير مشروع رصد وسائل الإعلام العالمية (GMMP) 2015 أن 31% من القصص المتعلقة بالسياسة و 39% من القصص المتعلقة بالاقتصاد لديها خطوط فرعية للإناث. أظهر باحثون من الولايات المتحدة، وهارب، وباخمان ولوك، أنه بينما تكتب الصحفيات عن مجموعة واسعة من الموضوعات، إلا أنهن ما زلن أقلية من محرري الأعمدة في الصحف اليومية الكبرى. من حيث تقديم الأخبار على البث، وجد برنامج الرصد العالمي لعام 2015 أن النسبة العالمية للنساء بلغت 49% وهي نفس النسبة في عام 2000 ونقطتان مئويتان دون نتائج عام 1995. ومنذ عام 2005، انخفض عدد النساء العاملات كمراسلات في أخبار البث بأربع نقاط مئوية في التلفزيون والإذاعة.
يُظهر التحليل الأوثق أن النساء كن أكثر عددًا على سبيل المثال : شكلن بنسبة (57%) على شاشات التلفزيون، وأقل عددًا على الراديو بنسبة (41%)، حيث من الواضح أن «المظهر» أقل أهمية بكثير. كانت غالبية مقدمي العروض الشباب من النساء، ولكن هذا الاتجاه انعكس على كبار السن، وكان معظمهم من الرجال. لم يتم تسجيل أي مراسلات تقريبًا أكبر من 65 عامًا. ويرجع جزء من هذا إلى التحسينات الأخيرة التي سمحت لعدد أكبر من الشابات بدخول الميدان، ولكن يمكن أن يتعلق ذلك أيضًا بالاختلافات في كيفية ملاحظة الشيخوخة بين الرجال والنساء، وكذلك القيود على التقدم الوظيفي.
يُظهر تقرير مركز المرأة للإعلام ‏ (WMC) لعام 2017 عن النساء والإعلام في الولايات المتحدة الأمريكية أنه في 20 من أفضل الأخبار في البلاد، أنتجت النساء 37.7% من التقارير الإخبارية، بزيادة قدرها 0.4 نقطة مئوية مقارنة بعام 2016.
في أخبار البث، انخفض وجود النساء مذيعات وصحفيات فعليًا بحوالي 7 نقاط مئوية بين عامي 2015 و 2016.

### النساء وصنع القرار

نسب المساواة بين الجنسين في مناصب صنع القرار داخل المؤسسات الإعلامية الأوروبية

وجد التقرير العالمي عن وضع المرأة في وسائل الإعلام أن النساء يشغلن ما يزيد قليلاً عن ربع الوظائف، في الإدارة العليا (27%)، وفي وظائف الحوكمة (26%). وكانت المناطق التي حققت أفضل تمثيل للنساء هي أوروبا الوسطى بنسبة (33%) وأوروبا الشرقية بنسبة (43%) ودول الشمال (36%). في أماكن أخرى، كانت النساء لا تشكل سوى حوالي خُمس مناصب الحكم وشغلن أقل من 10% من وظائف الإدارة العليا في آسيا ومنطقة المحيط الهادئ. كما وجد مشروع أوروبي رئيسي بتمويل من المعهد الأوروبي للمساواة بين الجنسين (EIGE) نتائج متشابهة للغاية، فمعظم مناصب الإدارة العليا وعضوية مجلس الإدارة في 99 دار إعلام في جميع أنحاء الاتحاد الأوروبي قد شغلها رجال.
وجد تقرير مشترك بين مكتب اليونسكو في بانكوك وهيئة الأمم المتحدة للمرأة والاتحاد الدولي للصحفيين (IFJ)، أن أدوار صنع القرارات في آسيا ومنطقة المحيط الهادئ ينقص وجود المرأة فيها بشكل كبير.
في جنوب إفريقيا، وجدت دراسة حول الروابط بين الجنسين أن النساء يشكلن 40% من العاملين في وسائل الإعلام و 34% من مديري وسائل الإعلام. وكشفت الدراسة أيضًا أن المضايقات الجنسية لا تزال تشكل قضية رئيسية بالنسبة للنساء، حيث أقل من 20% ممن يشغلن وظائف إعلامية تعرضن لتحرش جنسي في العمل، وقالت غالبية هؤلاء النساء أن الجاني كان زميلًا كبيرًا بالسن.

### التمثيل
أجرى مشروع مراقبة وسائل الإعلام العالمي [الإنجليزية] GMMP في عام 2015 مقارنة عبر 20 عامًا من تمثيل المرأة في وسائل الإعلام وقيمت ذلك أنه بين عام 1995 (17%) و 2015 (24%)، ارتفعت نسبة ظهور الإناث في التلفزيون والإذاعة والمطبوعات 7% فقط. تسلط سارة مشاريا الضوء على حقيقة أن النساء غالباً ما يظهرن في وسائل الإعلام عندما يتحدثن عن تجربة شخصية ممثلين نسبة (38%)، بينما 20% فقط كناطقين رسميين، و 19% من الخبراء البارزين في القصص هم من النساء. ظهرت النساء بنسبة 32% من أعداد خبراء القصص الذين تمت مقابلتهم في أمريكا الشمالية، يليهم الكاريبي بنسبة (29%) وأمريكا اللاتينية (27%). غطت دراسة النوع الاجتماعي والتقدم الإعلامي في مجلة جندر لينكس لعام 2016(14) دولة في منطقة الجنوب الأفريقي ووجدت أن آراء النساء وأصواتهن لا تمثل سوى 20% من مصادر الأخبار عبر وسائل الإعلام في جنوب إفريقيا.

### صورة المرأة في وسائل الإعلام
·فازت النساء فقط بربع جوائز بوليتزر للتقارير الأجنبية و 17% فقط من جوائز جائزة مارثا جيلهورن للصحافة [الإنجليزية]. في عام 2015، بدأ بنك التنمية الإفريقي في رعاية فئة لحقوق المرأة في إفريقيا تهدف إلى تعزيز المساواة بين الجنسين من خلال وسائل الإعلام، باعتبارها واحدة من الجوائز التي تمنح سنويًا من خلال ون وورلد ميديا [الإنجليزية].
- تعد جائزة اليونسكو / غييرمو كانو العالمية لحرية الصحافة التي تم إنشاؤها عام 1997، جائزة سنوية تكرم شخصًا أو منظمة أو مؤسسة ساهمت بشكل ملحوظ في الدفاع عن حرية الصحافة و / أو الترويج لها في أي مكان في العالم. تسعة من بين 20 فائز كانوا من النساء.
- يدير معهد بوينتر [الإنجليزية] منذ عام 2014 أكاديمية للقيادة النسائية في الوسائط الرقمية، تركز بشكل صريح على المهارات والمعارف اللازمة لتحقيق النجاح في بيئة الوسائط الرقمية.
- تقود الرابطة العالمية للصحف وناشري الأخبار [الإنجليزية] (WAN-IFRA، التي تمثل أكثر من 18000 منشور و 15000 موقع على الإنترنت وأكثر من 3000 شركة في أكثر من 120 دولة، حملة «نساء في الأخبار» (WIN) مع اليونسكو كجزء من استراتيجيتهم للنوع الاجتماعي وحرية الإعلام. في كتيبهم "الاستراتيجيات الرابحة"2016: إنشاء مؤسسات إعلامية أقوى من خلال زيادة التنوع بين الجنسين"، يسلطون الضوء على مجموعة من استراتيجيات العمل الإيجابية التي قام بها عدد من الأعضاء في المنظمات من ألمانيا إلى الأردن إلى كولومبيا، بهدف توفير خطط يتبعها الآخرين.[79]